# Indila
Adila Sedraïa (n. 26 iunie 1984, Paris, Franța), cunoscută după numele de scenă Indila, este o cântăreață și compozitoare franceză de R&B. Ea provine dintr-o familie cu origini algeriene, indiene, cambodgiene și egiptene. Aceasta este căsătorită cu producătorul și  compozitorul Pascal Koeu cunoscut ca  DJ Skalp sau Skalpovich .  Adila Sedraïa a compus alături de M. Pokora, Admiral T, DJ Abdel și Axel Tony.
Dernière danse („Ultimul dans”), lansat în decembrie 2013, s-a clasat pe locul 2 în SNEP-ul din Franța a strâns peste 643 milioane de vizualizări pe youtube.
Melodia sa S.O.S a atins 145 milioane de vizualizări în 2 ani pe YouTube.
Cântăreața, care a cucerit Franța și Europa, a colaborat cu rapperi francezi celebri, printre aceștia numărându-se Soprano, Rohff și Youssoupha.

## Discografie

### Albums
| Titlu      | Detalii album                                                       | Poziții de top | Poziții de top | Poziții de top | Poziții de top | Poziții de top | Poziții de top | Certificări |
| Titlu      | Detalii album                                                       | FRA            | BEL (VL)       | BEL (WA)       | GER            | POL            | SWI            | Certificări |
| ---------- | ------------------------------------------------------------------- | -------------- | -------------- | -------------- | -------------- | -------------- | -------------- | ----------- |
| Mini World | - Lansat: 24 februarie 2014 - Casă de discuri: Capitol Music France | 1              | 16             | 1              | 32             | 3              | 11             |             |

### Single-uri
| Titlu                  | An   | Poziții de top | Poziții de top | Poziții de top | Poziții de top | Poziții de top | Poziții de top | Poziții de top | Poziții de top | Poziții de top | Poziții de top | Album      |
| Titlu                  | An   | FRA            | AUT            | BEL (VL)       | BEL (WA)       | GER            | POL            | SWI            | GRE            | ISR            | TUR            | Album      |
| ---------------------- | ---- | -------------- | -------------- | -------------- | -------------- | -------------- | -------------- | -------------- | -------------- | -------------- | -------------- | ---------- |
| "Dernière danse"       | 2013 | 2              | 72             | 5              | 2              | 47             | 8              | 15             | 1              | 1              | 1              | Mini World |
| "Tourner dans le vide" | 2014 | 13             | —              | —              | 11             | —              | —              | —              | 10             | —              | —              | Mini World |
| "S.O.S"                | 2014 | 17             | —              | —              | 8 (Ultratip)   | —              | —              | —              | 10             | —              | —              | Mini World |
| Love Story             | 2014 |                |                |                |                |                |                |                |                |                |                | Mini World |

### Alte cântece
| Titlu                 | An   | Poziții de top | Album      |
| Titlu                 | An   | FRA            | Album      |
| --------------------- | ---- | -------------- | ---------- |
| "Love story"          | 2014 | 73             | Mini World |
| "Tu ne m'entends pas" | 2014 | 116            | Mini World |
| "Boîte en argent"     | 2014 | 121            | Mini World |
| "Mini World"          | 2014 | 136            | Mini World |
| "Run Run"             | 2014 | 137            | Mini World |
| "Ego"                 | 2014 | 149            | Mini World |
| "Comme un bateau"     | 2014 | 153            | Mini World |

### Ca artist secundar
| Titlu                                              | An   | Poziții de top | Poziții de top | Poziții de top | Album       |
| Titlu                                              | An   | FR             | BEL (WA)       | SWI            | Album       |
| -------------------------------------------------- | ---- | -------------- | -------------- | -------------- | ----------- |
| "Criminel" (TLF feat. Indila)                      | 2010 | —              | —              | —              | Renaissance |
| "Poussière d'empire" (Nessbeal feat. Indila)       | 2010 | —              | —              | —              | NE2S        |
| "Hiro" (Soprano feat. Indila)                      | 2010 | 26             | 27             | —              | La colombe  |
| "Thug Mariage" (Rohff feat. Indila)                | 2011 | —              | —              | —              | La cuenta   |
| "Dreamin'" (Youssoupha feat. Indila & Skalpovitch) | 2012 | 14             | 8* (Ultratip)  | 65             | Noir désir  |